# Histona H3
La histona H3 és una de les 5 principals histones implicades en l'estructura de les cromatines de les cèl·lules eucariotes. Amb un domini globular principal, disposa d'una llarga cua N terminal que l'involucra en l'estructura dels nucleosomes.
La cua N-terminal de la histona H3 ressalta del nucli globular del nuclosoma i pot experimentar diferents tipus de modificacions epigenètiques que influencien els processos genètics. Aquestes modificacions inclouen la unió covalent de grups metil i acetil als aminoàcid lisina i arginina i la fosforilització de la serina o la treonina. La metilació de la lisina9 s'ha associat amb el silenciació gènica i la formació de regions relativament inactives conegudes com a heterocromatina. L'acetilació de la histona H3 occorre en diferents posicions de la cua d'histones i és duta a terme per una família d'enzims coneguda com a Transferases d'acetils de les histones (HAT en les sigles en anglès). L'acetilació de la lisina14 s'observa normalment en els gens que són activament transcrits a ARN.